# Allocosa pulchella
Allocosa pulchella là một loài nhện trong họ wolfspinnen (Lycosidae).
Loài này thuộc chi Allocosa. Allocosa pulchella được Carl Friedrich Roewer miêu tả năm 1959.